# セント・キャサリン教区
セント・キャサリン教区（セント・キャサリンきょうく、英語: Saint Catherine Parish）は、ミドルセックス郡にあり、ジャマイカの南東に位置する。面積は1,192平方キロメートル、人口は516,218人（2011年）。人口は首都キングストンを擁しているセント・アンドリュー教区に次いで多い。
中心地はジャマイカの最初の首都であるスパニッシュ・タウン（旧称サンティアゴ・デ・ラ・ベガ）である。

## 隣接行政区画
- クラレンドン教区
- セント・アン教区
- セント・メアリー教区
- セント・アンドリュー教区